# Seth Erlandsson

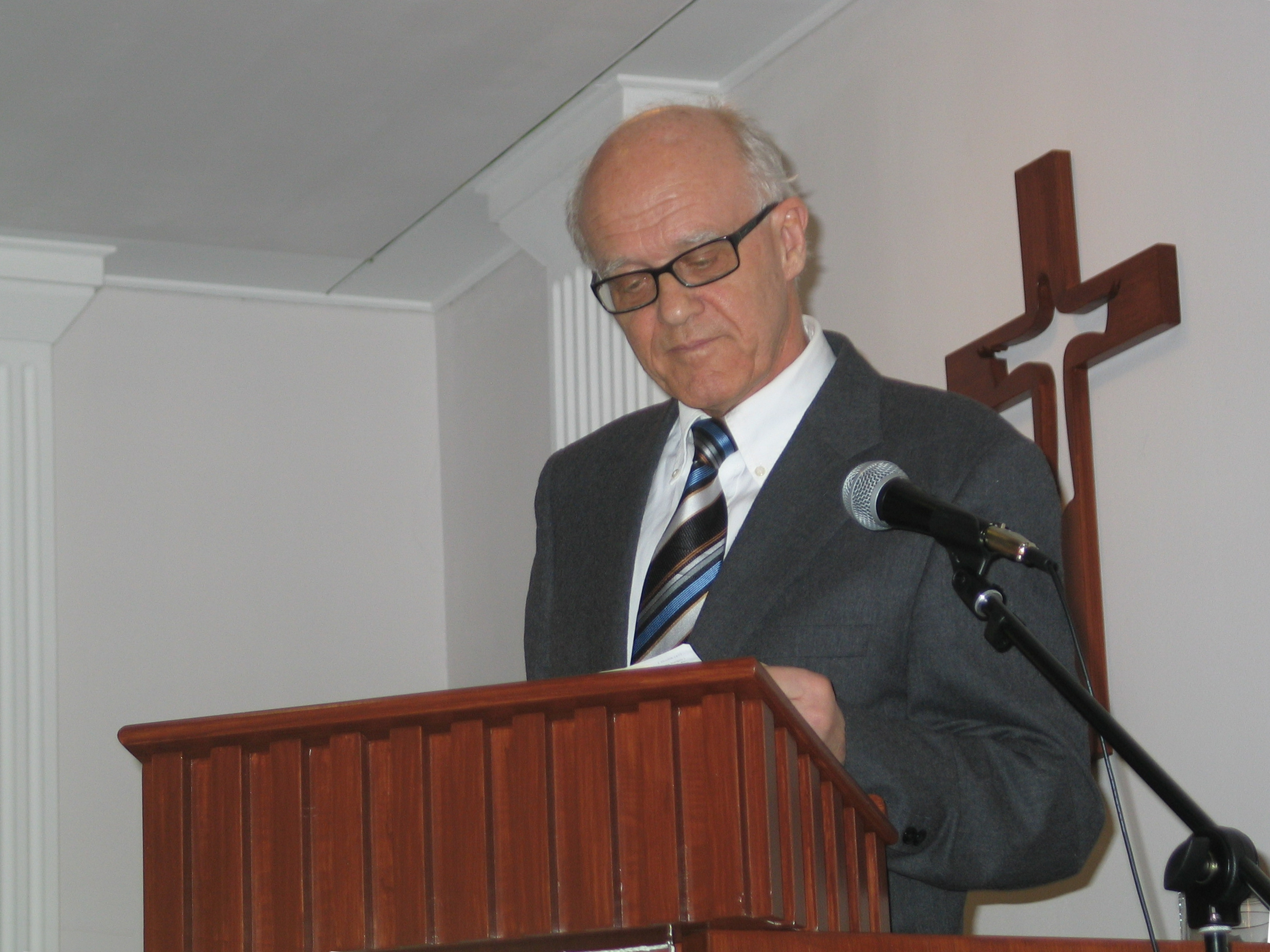
Seth Erlandsson.

Seth Erlandsson, född 18 augusti 1941, är en luthersk bibelforskare och författare.  
Han disputerade i exegetik 1970 på en avhandling om profeten Jesaja och har varit docent i Gamla testamentets exegetik vid Uppsala universitet.
Erlandsson har arbetat vid bibelforskningsinstitutet Stiftelsen Biblicum och var som översättare en av nyckelpersonerna bakom Svenska Folkbibelns tillkomst. Han är (2018) ledamot i styrelsen för stiftelsen Biblicum och har även varit styrelseledamot i Lutherska bekännelsekyrkan.